# Canadá en los Juegos Olímpicos de Vancouver 2010
Canadá estuvo representado en los Juegos Olímpicos de Vancouver 2010 por un total de 206 deportistas que compitieron en 15 deportes.  
La portadora de la bandera en la ceremonia de apertura fue la patinadora de velocidad Clara Hughes.

## Medallistas
El equipo olímpico canadiense obtuvo las siguientes medallas:
| Nombre                                                                      | Deporte                              | Competición                |
| --------------------------------------------------------------------------- | ------------------------------------ | -------------------------- |
| Oro                                                                         |                                      |                            |
| Kaillie Humphries Heather Moyse                                             | Bobsleigh                            | Doble F                    |
| Kevin Martin John Morris Marc Kennedy Ben Hebert Adam Enright               | Curling                              | Equipo M                   |
| Alexandre Bilodeau                                                          | Esquí acrobático                     | Baches M                   |
| Ashleigh McIvor                                                             | Esquí acrobático                     | Campo a través F           |
| Equipo                                                                      | Hockey sobre hielo                   | Torneo F                   |
| Equipo                                                                      | Hockey sobre hielo                   | Torneo M                   |
| Tessa Virtue Scott Moir                                                     | Patinaje artístico                   | Danza sobre hielo          |
| Christine Nesbitt                                                           | Patinaje de velocidad                | 1000 m F                   |
| Mathieu Giroux Lucas Makowsky Denny Morrison                                | Patinaje de velocidad                | Persecución por eqs. M     |
| Charles Hamelin                                                             | Patinaje de velocidad en pista corta | 500 m M                    |
| Charles Hamelin François Hamelin François-Louis Tremblay Guillaume Bastille | Patinaje de velocidad en pista corta | 5000 m relevos M           |
| Jon Montgomery                                                              | Skeleton                             | Individual M               |
| Maëlle Ricker                                                               | Snowboard                            | Campo a través F           |
| Jasey-Jay Anderson                                                          | Snowboard                            | Eslalon gigante paralelo M |
| Plata                                                                       |                                      |                            |
| Helen Upperton Shelley-Ann Brown                                            | Bobsleigh                            | Doble F                    |
| Cheryl Bernard Susan O'Connor Carolyn Darbyshire Cori Bartel Kristie Moore  | Curling                              | Equipo F                   |
| Jennifer Heil                                                               | Esquí acrobático                     | Baches F                   |
| Kristina Groves                                                             | Patinaje de velocidad                | 1500 m F                   |
| Marianne St-Gelais                                                          | Patinaje de velocidad en pista corta | 500 m F                    |
| Jessica Gregg Kalyna Roberge Marianne St-Gelais Tania Vicent                | Patinaje de velocidad en pista corta | 3000 m relevos F           |
| Mike Robertson                                                              | Snowboard                            | Campo a través M           |
| Bronce                                                                      |                                      |                            |
| Lyndon Rush Lascelles Brown Chris Le Bihan David Bissett                    | Bobsleigh                            | Cuádruple M                |
| Joannie Rochette                                                            | Patinaje artístico                   | Individual F               |
| Clara Hughes                                                                | Patinaje de velocidad                | 5000 m F                   |
| Kristina Groves                                                             | Patinaje de velocidad                | 3000 m F                   |
| François-Louis Tremblay                                                     | Patinaje de velocidad en pista corta | 500 m M                    |